# Артио
Артио (Artio, в галло-римском варианте варианте также Dea Artio) — кельтская богиня медведей. Свидетельства её почитания особенно многочисленны в районе Берна (Швейцария). Имя данной богини происходит от кельтского слова artos — «медведь».

## Этимология
Имя богини Артио происходит от галльского слова artos — «медведь», от протокельтского корня *arto-, в свою очередь восходящего к протоиндоевропейскому *h₂ŕ̥tḱos с тем же значением. Этот же кельтский корень, возможно, присутствует и в имени легендарного короля Артура.

## Изображения и посвятительные надписи
Бронзовая скульптура из Мури (недалеко от Берна) изображает сидящую на стуле женщину, перед которой стоит на четырёх лапах большой медведь, за спиной медведя растёт небольшое деревце. Женщина держит на коленях какие-то плоды, возможно — кормит медведя. Вся скульптура покоится на большом прямоугольном бронзовом основании, несущем надпись (цитируется по CIL 13, 05160): «Deae Artioni / Licinia Sabinilla» (перевод: «Богине Артио [или Артионис] от Лицинии Сабиниллы»). Если имя богини галльское (хотя синтаксис надписи — латинский), то по форме дательного падежа Artioni именительный падеж можно восстановить двумя путями: или с корнем на -i *Artionis или с корнем на -n *Artio. Второй вариант может соотноситься с галльским именительным падежом на -n *Artiu.
Другие упоминающие данную богиню посвятительные надписи были открыты в: районе германских городов Даун, Вайлербах, Хеддернхайме (округ Франкфурта-на-Майне) и Штокштадте (существует два города с таким названием, оба в Германии).